# Marilyn Burns (enseignante)
Pour les articles homonymes, voir Marilyn Burns et Burns.
Marilyn Meinhardt Burns (née le 11 avril 1941) est une enseignante en mathématiques et l'auteure de plus d'une douzaine de livres pour enfants sur les mathématiques. 

## Carrière et reconnaissance
Burns est diplômée en 1958 du lycée Wellington C. Mepham de The Bellmores, New York (en). Après avoir obtenu un bachelor de l'Université de Syracuse à Syracuse, New York et enseigné dans des écoles primaires et secondaires de Syracuse, Burns fonde Math Solutions, un fournisseur de ressources pédagogiques, en 1984. Burns poursuit des études supérieures à l'Université de Syracuse, à l'Université d'État de San Francisco et à l'Université de Californie à Berkeley . 
En 1975, la National Science Teachers Association et le Children's Book Council citent le livre de Burns The I Hate Mathematics! Livre dans "Livres scientifiques exceptionnels pour enfants". 
En 1991, le Bank Street College of Education de New York décerne à Burns un doctorat honorifique. 
En 1995, la Mepham High School Alumni Association inscrit Burns dans son Temple de la renommée. 
En 1996, le Conseil national des superviseurs de mathématiques honore Burns du Prix national de leadership Ross Taylor/Glenn Gilbert « pour son influence sur l'enseignement des mathématiques ». 
En 1997, l'Association for Women in Mathematics décerné à Burns, « une éducatrice en mathématiques avec une portée et une influence énormes », le prix Louise Hay pour ses contributions à l'enseignement des mathématiques. 
En 2010, l'Association of Educational Publishers (en) intronise Burns au Temple de la renommée de l'édition éducative. 
En 2012, la Fondation Bill & Melinda Gates accorde à Math Solutions une subvention de 2,2 millions de dollars « pour financer le développement d'un outil de diagnostic basé sur le Web qui aidera les enseignants du collège à évaluer les compétences informatiques et de résolution de problèmes des élèves ». Le produit final de cette subvention est Math Reasoning Inventory, un outil d'évaluation développé par Burns en collaboration avec des enseignants de la maternelle à la 12e année, disponible gratuitement pour les enseignants et les administrateurs. 

## Publications (sélection)
- Marilyn Burns, The I Hate Mathematics! Book, Boston, MA, Little, Brown, 30 juillet 1975 (ISBN 978-0316117418)[9]
- Marilyn Burns, Welcome to Math Class: A Collection of Marilyn's Favorite Lessons, Grades K-6, Houghton Mifflin Harcourt, 2020 (ISBN 978-1935099529)
- Marilyn Burns, About Teaching Mathematics: A K-4 Resource, Houghton Mifflin Harcourt, 25 mars 2015 (ISBN 978-1935099321)[10]
- Marilyn Burns, Math for Smarty Pants, Boston, MA, Little, Brown, 30 avril 1982 (ISBN 0-316-11739-0)